# Parker Guitars
Parker Guitars est un fabricant américain de guitares électriques et de guitares basses, fondé en 1993 par le luthier Ken Parker. Les guitares Parker ont une forme caractéristique, et ont la particularité d'être d'une grande légèreté et d'utiliser des matériaux composites en supplément du bois. Le modèle le plus célèbre est la Parker Fly (en).

## Histoire

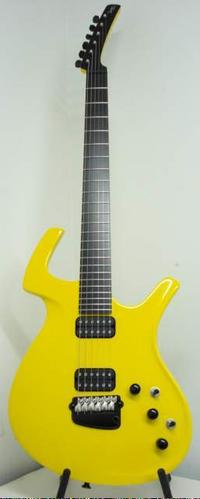
Une Parker Fly.

Avant qu'il ne fonde Parker Guitars en 1993, Ken Parker est un luthier construisant et réparant des guitares, et disposant d'un atelier à Rochester, dans l'État de New York. Les remarques de ses clients l'inspirent alors pour créer sa propre entreprise, et pour inventer la guitare Parker Fly (en).

### La Parker Fly
Le but de Ken Parker lors de la conception de la Fly est de créer une guitare plus légère que les autres, et plus facile à jouer. Ken Parker a conçu l'apparence de la guitare, tandis que Larry Fishman s'est occupé du son de celle-ci. La Fly est constituée d'un corps en bois, recouvert d'une mince couche de fibre de carbone afin de la renforcer et d'en augmenter la rigidité, créant une sorte d'exosquelette. Le manche est fait de bois enveloppé dans de la résine époxyde et de la fibre de carbone. La touche est quant à elle en carbone, un matériau léger et résistant. Cette composition permet également de faire en sorte que le manche de la guitare ne soit pas dépendant de l'humidité et de la température. Par ailleurs, le poids de la Fly est ainsi d'environ 2,5 kg, soit bien plus faible qu'une guitare habituelle.
Au niveau sonore, elle est caractérisée par l'emploi à la fois de micros classiques (capteurs électromagnétiques) et de capteurs piézoélectriques qui donnent un son plus proche des guitares acoustiques. Un commutateur permet au guitariste de permuter de l'un à l'autre, mais il est aussi possible de récupérer les deux signaux en sortie pour les amplifier séparément. Le micro piézoélectrique a été conçu par Larry Fishman pour la Fly ; les micros Humbucker utilisés pour la Fly étaient produits par DiMarzio, basés sur des modèles existants. Ils connaissent une deuxième génération à partir de 1999, à la suite de reproches faits aux premiers. Les nouveaux, conçus spécifiquement pour la Fly, ont notamment plus de sons médium, et une plus grande puissance de sortie.

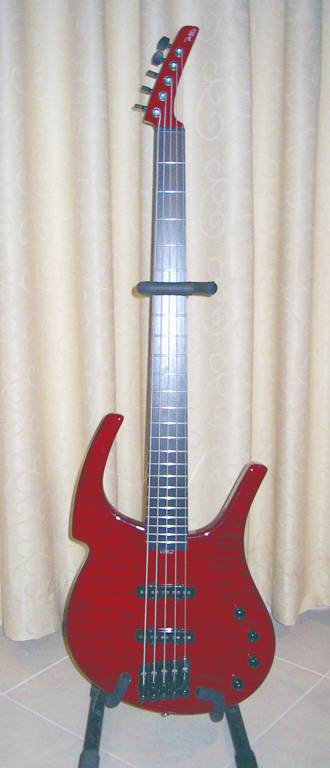
Une basse Parker Fly à 5 cordes.

En octobre 2002, débute la production de la basse Fly, à quatre ou cinq cordes. Elle se termine en 2008, les basses continuant dans la série MaxxFly.

### Rachat
En 2003, son créateur vend l'entreprise de 75 employés à US Music Corporation (en), basé dans l'Illinois, pour une somme inconnue. Depuis lors, d'autres gammes de modèles sont apparus, dont certains sont produits en Asie.
En 2009, US Music Corporation est vendu à Jam Industries, un distributeur canadien d'instruments de musique.

## Modèles actuels
- Série Fly
  - Fly Mojo Flame
  - Fly Mojo
  - Fly Deluxe
  - Fly Supreme
  - Fly Artist

- Série Nite Fly Radial
  - RF722
  - RF622
  - RF522

- Série MaxxFly
  - DF824
  - DF842
  - DFMV7 7 cordes

- Série MaxxFly Radial
  - DF1024
  - DF724
  - DF624
  - DF524
  - DF523

- Série MaxxFly PDF
  - PDF105
  - PDF100
  - PDF85
  - PDF80
  - PDF70
  - PDF60
  - PDF35
  - PDF30

- Modèles Signature
  - DFAB842 Adrian Belew

## Musiciens utilisant un instrument Parker
Jim Adams (en)
- Adrian Belew
- Steve DiMarchi
- Reeves Gabrels
- Tymon Kruidenier
- Vernon Reid
- Trent Reznor
- Kenny Belanger
- Matt Johansson (Conscience)

### Vidéographie
- (en) [vidéo] « Parker Fly Guitar History Video », sur YouTube.